# مکان (فیلم)
مکان (به ایتالیایی :The Place) یک فیلم ایتالیایی محصول سال ۲۰۱۷ به نویسندگی و کارگردانی پائولو ژنووزه است این فیلم اقتباسی سینمایی از مجموعه تلویزیونی آمریکایی غرفه ای در انتها ۲۰۱۰ است که توسط کریستوفر کوباسیک ساخته شده‌است. در این فیلم مارکو جالینی، الساندرو بورگی، سابرینا فریلی، جولیا لاتسارینی، وینیسیو مارچیونی، والریو ماستاندرئا، سیلویو موچینو، روکو پاپالئو، ویتوریا پوچینی و آلبا رورواکر ایفای نقش می‌کنند.
داستان در یک گروه به ظاهر تصادفی از ۹ نفر قرار دارد که می‌خواهند بزرگترین آرزوهای خود را برآورده کنند، بنابراین آنها با یک مرد مرموز وارد پیمان فاوستیا می‌شوند که قادر است در ازای تحقق درخواست‌های خودش، آنچه که می‌خواهند به آنها بدهد.

## طرح
مردی مرموز لباس شخصی، در یک رستوران به نام «مکان» در کنار میز می‌نشیند و آماده است تا به درخواست‌ها و خواسته‌های افراد مختلفی که به سمت او می‌آیند گوش دهد. در ازای تحقق درخواست‌های آنها، او خواسته‌های خود را مطرح می‌کند، که اغلب به نظر وحشتناک یا گاهی اوقات به‌طور مستقیم با آنچه از سایر بازدید کنندگان خواسته می‌شود رابطه دارد. او همیشه در حال صحبت با مردم، یک دفترچه ضخیم و چرمی دارد که از آن می‌خواند و آرزوی بازدید کنندگان را با یک قلم گران‌قیمت می‌نویسد. اگرچه مرد می‌گوید که کارهای غیرممکن برای مردم تعیین نمی‌کند، اما هر یک از خواسته‌های او بر ضد برحی از اصول اخلاقی اساسی هستند. این مرد همچنین اظهار می‌دارد که مردم آزاد هستند هر زمان که بخواهند معامله را لغو کنند.
افسر پلیس اترور که باید پول سرقت شده در یک سارق را پیدا کند، خواسته می‌شود کسی را به خون کتک بزند. راهبه شیارا که ایمان خود به خدا را از دست داده و ناامیدانه می‌خواهد دوباره آن را پیدا کند، دعوت می‌شود که باردار شود. مکانیک اوداکر، در ازای یک شب رابطه جنسی با یک مدل، از او خواسته شده تا یک کودک را نگه دارد. از مرد دیگری خواسته می‌شود که این دختر بچه را بکشد تا جان یک کودک بیمار را نجات دهد. مارچلای پیر، در ازای شفای شوهر آلزایمری خود، باید با یک وسیله انفجاری، در یک مکان شلوغ قتل‌عام کند. مارتینای جوان اگر بخواهد زیباتر شود باید مجبور به دزدی به ارزش دقیق ۱۰۰٬۰۰۰ یورو و ۵ سنت شود. فولوویوی نابینا می‌خواهد دید خود را دوباره به دست آورد و در ازای آن باید به یک زن تجاوز کند. آزورا اگر بخواهد شوهرش به او برگردد، باید یک زوج متأهل را جدا کند. الکس جوان، سارقی که افسر پلیس اترور در جستجوی آن است، بدون آنکه آن را جدی بگیرد، وارد معامله با این مرد می‌شود و از پدرش (اترور) می‌خواهد تا او را برای همیشه تنها بگذارد.
به تدریج، زندگی همه شرکت کنندگان در هم تنیده می‌شود، گاهی اوقات آنها برای کمک به یکدیگر و بارهای دیگر برای نبرد با یکدیگر می‌سازد. هدف نهایی مرد مرموز اما ناشناخته مانده‌است تا اینکه پیشخدمت کافه آنجلا درگیر این رویدادها شود و سعی در شناخت هویت و انگیزه آن مرد دارد. این فیلم با اپیزودی به پایان می‌رسد که در آن مرد به آنجلا اعتراف می‌کند که می‌خواهد کارهایی را که انجام می‌دهد متوقف کند زیرا بسیار از وظیفه خود خسته شده‌است. آنجلا می‌گوید این امکان‌پذیر است، دفترچه را گرفته، یک قلم را بیرون می‌کشد و شروع به نوشتن می‌کند. در آخرین لحظات فیلم، همان میزی نشان داده شده‌است که در آن مرد تمام فیلم را نشسته‌است. با این حال، اکنون میز خالی است و صفحه ای که از دفترچه اش پاره شده‌است، به عنوان سمبل مأموریت کامل خود، در حال سوختن است.

## بازیگران
- والریو ماستاندرئا در نقش مرد مرموز
- مارکو جالینی در نقش اتور
- آلبا رووراچر در نقش شیارا
- ویتوریا پوچینی در نقش آزورا
- روکو پاپالئو در نقش اوداکر
- سیلویو موچینو در نقش الکس
- سیلویا دامیکو در نقش مارتینا
- وینیسیو ماریچونی در نقش گیگی
- آلساندرو بورگی در نقش فولوویو
- سابرینا فریلی در نقش آنجلا
- جولیا لازارینی در نقش مارچلا

## انتشار
این فیلم در جشنواره فیلم رم در سال ۲۰۱۷ به نمایش درآمد و در ۹ نوامبر ۲۰۱۷ در پرده‌های ایتالیایی اکران شد.

## بازخورد
ویتوریا اسکارپا از سینوروپا نوشت: "این یکی از فیلم‌های مورد انتظار فصل بوده‌است. به دنبال موفقیت بیش از حد غریبه‌های تمام عیار، پائولو ژنووزه در موقعیتی بود که بتواند کاری جسورانه انجام دهد و این کار را انجام داد، یک فیلم بلندپروازانه که در واقع برای اولین بار کمدی را پشت سر می‌گذارد… یک فیلم مفهومی که از مخاطب یک سؤال مجزا و پراهمیت می‌پرسد: شما تا کجا برای رسیدن به آنچه می‌خواهید تلاش می‌کنید؟ "